# Campionato georgiano di rugby a 15
Il Didi 10 è il massimo campionato per club di rugby in Georgia.
Prima dello scioglimento dell'Unione Sovietica si giocava un campionato regionale a cui prendevano parte le squadre minori o le riserve delle più importanti; infatti le squadre migliori erano impegnate nel campionato sovietico.
Alla dissoluzione dell'Unione Sovietica il primo campionato nazionale di rugby in Georgia fu creato nel 1990 e il cui vincitore è stato il Aia Kutaisi, già 3 volte vincitore del campionato dell'URSS.

## Albo d'oro
| Anno      | Vincitore            | Risultato     | Finalista/Secondo posto |
| --------- | -------------------- | ------------- | ----------------------- |
| 1990      | AIA Kutaisi          | 10 - 3        | Elmavali Tbilisi        |
| 1991      | AIA Kutaisi          | 11 - 6        | Lok’omot’ivi Tbilisi    |
| 1992      | Lok’omot’ivi Tbilisi | 16 - 6        | AIA Kutaisi             |
| 1993      | Rustavi Rugby        | girone finale | Shevardeni Tbilisi      |
| 1994      | Lok’omot’ivi Tbilisi | girone finale | Kochebi                 |
| 1995      | AIA Kutaisi          | girone finale | Gumari Tbilisi          |
| 1996      | Gumari Tbilisi       | girone finale | Kochebi                 |
| 1997      | Kochebi              | 20 - 8        | AIA Kutaisi             |
| 1998      | Kochebi              | 30 - 10       | Batumi                  |
| 1999      | Batumi               | girone finale | Kochebi                 |
| 2000      | Lok’omot’ivi Tbilisi | 28 - 28       | Kochebi                 |
| 2001      | Lok’omot’ivi Tbilisi | 24 - 17       | Batumi                  |
| 2002      | Batumi               | 27 - 10       | Batumi XV               |
| 2003      | Lok’omot’ivi Tbilisi | 18 - 15       | Kochebi                 |
| 2004      | Lelo Tbilisi         | 30 - 28       | Academy Tbilisi         |
| 2005      | Lok’omot’ivi Tbilisi | 30 - 6        | Academy Tbilisi         |
| 2006      | Lok’omot’ivi Tbilisi | 27 - 13       | Dinamo Tbilisi          |
| 2007      | Kochebi              | 15 - 9        | Lelo Tbilisi            |
| 2008      | Lok’omot’ivi Tbilisi | 19 - 9        | Lelo Tbilisi            |
| 2009      | Lelo Tbilisi         | 15 - 6        | Batumi                  |
| 2010      | Lok’omot’ivi Tbilisi | 16 - 11       | Lelo Tbilisi            |
| 2011      | Armia Tbilisi        | 29 - 22       | AIA Kutaisi             |
| 2012-2013 | Lelo Tbilisi         | 16 - 10       | Armia Tbilisi           |
| 2013-2014 | Lelo Tbilisi         | 24 - 11       | Armia Tbilisi           |
| 2014-2015 | Lelo Saracens        | 30 - 21       | Lok’omot’ivi Tbilisi    |
| 2015-2016 | Lelo Saracens        | 17 - 15       | Lok’omot’ivi Tbilisi    |
| 2016-2017 | Jiki Gori            | 28 - 22       | Batumi                  |
| 2017-2018 | Lok’omot’ivi Tbilisi | 19 - 10       | AIA Kutaisi             |
| 2018-2019 | Batumi               | 36 - 11       | Kharebi Rustavi         |

### Vittorie per club
| Club                 | Vittorie |
| -------------------- | -------- |
| Lok’omot’ivi Tbilisi | 10       |
| Lelo Saracens        | 6        |
| Kochebi              | 3        |
| AIA Kutaisi          | 3        |
| Batumi               | 3        |
| Gumari Tbilisi       | 1        |
| Armia Tbilisi        | 1        |
| Jiki Gori            | 1        |